# 南阳镇 (宕昌县)
南阳镇，是中华人民共和国甘肃省陇南市宕昌县下辖的一个乡镇级行政单位。

## 行政区划
南阳镇下辖以下地区：
杨集村、南阳村、唐坪村、王愣干村、草坡村、毛羽沟村、瓦石坪村、梨树村、麻家村、竹山沟村、江玉村、上付村和下付村。